# Han Duck-soo
Han Duck-soo hay Han Deok-Su (Hangul: 한덕수, Hanja: 韓悳洙, Hán-Việt: Hàn Đức Chu; sinh ngày 18 tháng 6 năm 1949) từng là Thủ tướng kiêm Tổng thống tạm quyền của Hàn Quốc sau khi đương kim tổng thống Yoon Suk-yeol bị luận tội và bãi nhiệm chức vụ. Tốt nghiệp tiến sĩ kinh tế học tại Đại học Harvard (1984) và cao học kinh tế học tại Đại học Quốc gia Seoul (1971), ông đã làm nhiều công việc khác nhau, bắt đầu từ Cục Kế hoạch kinh tế trong 4 năm, năm 1982 ông làm ở cơ quan mà ngày nay là Bộ Thương mại, Công nghiệp và Năng lượng Hàn Quốc, nơi ông làm thứ trưởng trong giai đoạn 1997-1998 trong giai đoạn khủng hoảng tài chính châu Á. Ông đã trở thành Bộ trưởng Thương mại (1998-2000). Sau đó ông đã được bổ nhiệm làm Bộ trưởng Tài chính. Ông đã từ chức Bộ trưởng Thương mại tháng 7 năm 2006 để làm cố vấn Tổng thống.
Ngày 19 tháng 3 năm 2007, Han được Tổng thống Roh Moo-hyun bổ nhiệm làm Thủ tướng sau sự từ chức của Han Myeong-sook. Quốc hội Hàn Quốc đã phê chuẩn sự bổ nhiệm này vào ngày 2/4/2007.
Ngày 3 tháng 4 năm 2022, Tổng thống đắc cử Yoon Suk-yeol đã đề cử Han làm thủ tướng trong chính phủ mới.